# Peter Lanzani
Juan Pedro Lanzani (Belgrado, Buenos Aires, Argentina, 24 de agosto de 1990), mais conhecido como Peter Lanzani, é um ator e cantor argentino. Tornou-se conhecido por atuar no fenômeno mundial Casi ángeles. Em 2015 protagonizou o longa-metragem O Clã como Alejandro Puccio. No mesmo ano atuou como Tadeo Vázquez na série Vosso Reino da Netflix. Em 2022 interpretou o protagonista no filme indicado ao Oscar 2023 na categoria Melhor Filme Internacional, Argentina, 1985. Peter também possui duas indicações ao Prêmio Martín Fierro.

## Biografia
Juan Pedro Lanzani nasceu no dia 24 de Agosto de 1990, no bairro de Belgrano em Buenos Aires, Argentina. É filho de Claudia e Pablo Lanzani. e possui três irmãos. Estudou em Belgrano Day School e no Instituto Anunciación de María. Jogava Rugby durante a infância, igual seu pai e irmãos, e formou parte da equipe da Asociación Alumni, mas abandonou a pratica devido suas atividades artísticas. 

## Carreira
Antes da atuação, entre 2004 e 2005 iniciou sua carreira como modelo para marca Mimo & Co, até que aos 15 anos fez sua estreia como ator na televisão, interpretando Nicolás "Tábano" Ramírez na novela infantil Chiquititas sin fin, da produtora Cris Morena, transmitida pela Telefe. A novela também foi levada para o teatro, com shows no Teatro Gran Rex, além de render dois álbuns.
De 2007 até 2010, participou do elenco de Casi Ángeles (Quase Anjos), sendo outra produção de Cris Morena, onde interpretou um dos protagonistas Thiago Bedoya Agüero, ao lado dos atores Lali Espósito, China Suárez, Nicolás Riera e Gastón Dalmau. A série teve quatro temporadas sendo também transmitida pelo canal Telefe. Também foi levada para o teatro durante os mesmos anos, e contou com muitos álbuns.
Em 2011, fez uma participação especial da comédia romântica Cuando Me Sonríes, fazendo o papel de Germán. Em 2012, entrou para o elenco de La Dueña, ficção protagonizada por Mirtha Legrand, fazendo o papel de Eliseo Lacroix. No mesmo ano fez participação especial na novela Dulce Amor, junto dos Teen Angels. Em 2013, fez parte do documentário Teen Angels: el adiós 3D, que mostra o último concerto do grupo que Peter fez parte. O filme serviu como encerramento dessa fase. Em 2013 e 2014, Peter atuou na série juvenil Aliados, durante duas temporadas. A série contou com duas temporadas no teatro Gran Rex, e dois álbuns. Em 2014, fez uma aparição na novela Señores papis, onde interpretou Martín Frenkel.
Paralelamente a seu trabalho em Aliados, Peter também esteve no teatro. Em 2013, protagonizou a obra Camila, nuestra história de amor junto a Natalie Pérez, onde interpretou Ladislao Gutiérrez. Em 2014 participou também como convidado especial em El Club del Hit. Também participou do espetáculo Fuerza Bruta, Casi normales, como Henry e Señores y señores del musical.
Em 2015, estreou no cinema com o filme O clã, dirigido por Pablo Trapero, baseado em crimes cometidos pela famíalia Puccio. No filme, interpreta Alejandro Puccio. No mesmo ano, produziu e protagonizou a peça dramática Equus, de Peter Shaffer, com direção de Carlos Sorín. A temporada do  espetáculo se estendeu até o começo de 2016, no Teatro Auditorium de Mar del Plata.
Em 2016, fez parte da novela La leona. Além disso, de 2016 a 2018 assumiu como co-apresentador junto a Mariano Hueter no quadro de entrevistas Dac Ficciones cortas, onde apresentavam curta metragens do país e do mundo, e faziam entrevistas com atores, cineastas e personalidades do cinema local.
Entre 2017 e 2018, protagonizou a série Um Galo Para Esculápio, onde interpretou Nelson Segovia, durante duas temporadas. Na segunda temporada, co-dirigiu um epísodio. Em 2017 também estreou em três filmes: Hipersomnia, dirigido por Gabriel Grieco, onde fez participação especial; Sólo se vive una vez, dirigida por Federico Cueva; e Los últimos, dirigida por Nicolás Puenzo, filho do cineasta Luiz Puenzo. Em 2017 também participou da web série Emilia envidia. No mesmo ano protagonizou El emperador Gynt, interpretando o personagem principal. O espetáculo se estendeu até meados de 2018.
Em 2018 fez parte do filme O Anjo, dirigida por Luis Ortega, baseda na historia real do serial killer Carlos Robledo Puch. No mesmo ano protagonizou a peça Matadero, dirigida pelo reconhecido coreógrafo francês Redha Benteifor. O espetáculo se estendeu até o começo de 2019. Além disso, Peter escreveu Permetum junto com Guido Pietranera, uma peça de 15 minutos. No mesmo ano, participou do espetáculo e DVD ao vivo ViveRo, noche de suños, organizado por Cris Moreno em homenagem a sua falecida filha, a atriz Romina Yan.
 

Em 2019, Peter protagonizou o filme 4x4, dirigido por Mariano Cohn, onde interpretou Ciro. Em 2021, fez parte do elenco da série Vosso Reino, da Netflix, como Tadeo Vázquez Pena, além da série do Amazon Prime Maradona: conquista de um sonho, sobre a vida do jogador Diego Maradona, onde interpretou Jorge Cyterszpiler.

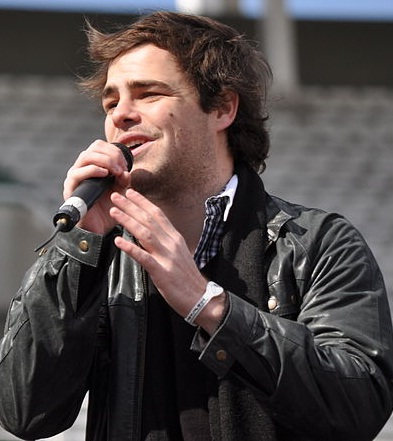
Peter Lanzani, 2011

Em 2022 estreou no filme da Amazon Prime Argentina, 1985, como protagonista ao lado de Ricardo Darín, e dirigido por Santiago Mitre. O filme recebeu indicação ao Oscar 2023 como Melhor Filme Internacional, mas perdeu para Nada de Novo no Front.

### Carreira Musical
Em 2007, Peter formou parte da banda Teen Angels, a qual teve origem na novela Casi Ángeles (Quase Anjos), de 2007 até 2012. Ele esteve presente em todos os álbuns da banda, sendo que os dois primeiros ganharam certificado de platina e o terceiro foi o quinto álbum mais vendido na Argentina em 2009. O grupo se apresentou várias vezes no Teatro Gran Rex, em Buenos Aires, além de se apresentarem na Espanha, Israel e grande parte da América Latina. Em julho de 2012, o grupo realizou pela última vez uma série de shows chamadas de "Teen Angels no Gran Rex 2012: O Adeus", que fazia parte de sua turnê de despedida chamada "Teenangels Tour 2012".

## Discografia
| Ano  | Título                                  |
| ---- | --------------------------------------- |
| 2006 | Chiquititas sen fin                     |
| 2007 | Teen Angels 1                           |
| 2008 | Teen Angels 2                           |
| 2008 | Casi Ageles - Ao Vivo                   |
| 2009 | Teen Angels 3                           |
| 2009 | Casi Ageles - Ao Vivo                   |
| 2010 | Teen Angels 4                           |
| 2010 | Teen Angels La História                 |
| 2010 | Teen Angels: en vivo en Israel          |
| 2011 | Teen Angels 5                           |
| 2012 | Teen Angels - La Despedida              |
| 2013 | Aliados 1                               |
| 2014 | Aliados: versão extendida               |
| 2015 | ViveRo, noche de sueños (álbum ao vivo) |

## Filmografia

### Na televisão
| Ano         | Título                          | Papel                    | Tipo      | Notas                 | Canal   |
| ----------- | ------------------------------- | ------------------------ | --------- | --------------------- | ------- |
| 2006        | Chiquititas Sin Fin             | Nícolas "Tabano" Ramírez | Novela    | Protagonista          | Telefe  |
| 2007-2010   | Casi Ángeles                    | Thiago Bedoya Aguero     | Novela    | Protagonista          | Telefe  |
| 2011        | Cuando Me Sonreís               | Germán O'Toole           | Novela    | Participação Especial | Telefe  |
| 2012        | La Dueña                        | Eliseo Lacroix           | Novela    | Co-Protagonista       | Telefe  |
| 2012        | Dulce Amor                      | Fede                     | Novela    | Participação Especial | Telefe  |
| 2013-2014   | Aliados                         | Noah García Iturbe       | Novela    | Protagonista          | Telefe  |
| 2014        | Señores Papis                   | Martín Frenkel           | Novela    | Participação Espacial | Telefe  |
| 2016        | La Leona                        | Brian Miller             | Novela    | Antagonista           | Telefe  |
| 2016        | Club 27                         | Tommy                    | Web série | Protagonista          |         |
| 2016        | Ficciones cortas                | Ele mesmo                | Programa  | Apresentador          | CINE.AR |
| 2017        | Emilia envidia                  | Ele mesmo                | Web série |                       |         |
| 2017 / 2018 | Un gallo para Esculapio         | Nelson Segovia           | Série     | Protagonista          | Telefe  |
| 2021        | Maradona: conquista de um sonho | Jorge Cyterszpiler       |           |                       |         |
| 2021-2023   | Vosso Reino                     | Tadeo Vázquez Pena       |           |                       |         |

### No cinema
| Ano  | Título                | Papel              | Notas        | Direção             |
| ---- | --------------------- | ------------------ | ------------ | ------------------- |
| 2013 | Teen Angels: El Adios | Ele mesmo          | Protagonista | Juan Manuel Jiménez |
| 2015 | O clã                 | Alejandro Púccio   | Protagonista | Pablo Topero        |
| 2017 | Hipersomnia           | Rino               | Protagonista | Gabriel Grieco      |
| 2017 | Los Últimos           | Pedro              | Protagonista | Nicolas Puenzo      |
| 2017 | Sólo se vive una vez  | Leonardo Andrade   | Protagonista | Federico Cueva      |
| 2018 | El Ángel              | Miguel Pietro      | -            | Luis Ortega         |
| 2019 | 4x4                   | Ciro               | Protagonista | Mariano Cohn        |
| 2022 | Argentina, 1985.      | Luis Moreno Ocampo | Protagonista | Santiago Mitre      |

### No teatro
| Ano         | Título                            | Personagem               | Notas                  | Produtor             |
| ----------- | --------------------------------- | ------------------------ | ---------------------- | -------------------- |
| 2006        | Chiquititas Sin Fin               | Nicolás "Tábano" Ramírez | Protagonista           | Cris Morena          |
| 2007 / 2010 | Casi Ágeles                       | Thiago Bedoya Agüero     | Protagonista           | Cris Morena          |
| 2011 / 2012 | Teen Angeles                      | Ele mesmo                | Protagonista           | Mariano Demaría      |
| 2013        | Camila - Nuestra Historia de Amor | Ladislao Gutiérrez       | Protagonista           | Fabián Nuñez         |
| 2014        | El club del hit                   | Ele mesmo                | Convidado              | Showchoirs Argentina |
| 2014        | Fuerzabruta                       | "El corredor"            | Convidado              | -                    |
| 2014        | Casi Normales                     | Ele mesmo                | Convidado              | Ricardo Morán        |
| 2014        | Casi Normales                     | Henry                    | Protagonista           | Ricardo Morán        |
| 2014        | Señores y Señores Del Musical     | Ele mesmo                | Convidado Protagonista | Leo Cifelli          |
| 2014        | Aliados - El Musical              | Noah García Iturbe       | Protagonista           | Cris Morena          |
| 2015 - 2016 | Equus                             | Alan Strang              |                        | Carlos Sorín         |
| 2017 - 2018 | El emperador Gynt                 | Pedro Gynt               |                        | -                    |
| 2018        | Permetum                          |                          |                        | Co-autor             |
| 2018-2019   | Matadero                          | Ele mesmo                |                        | -                    |

### Modelo - Campanhas: Comerciais e Fotos
| Ano         | Marca                     | Estilo                            | País      |
| ----------- | ------------------------- | --------------------------------- | --------- |
| 2004 / 2005 | Mimo & Co                 | Fotos                             | Argentina |
| 2009        | Keff                      | Comercial TV e Fotos              | Israel    |
| 2009        | Coca-Cola                 | Comercial TV - Garrafas Coca-Cola | Argentina |
| 2011        | Macho Bus                 | Comercial - Vídeo                 | Argentina |
| 2012        | Frávega                   | Comercial TV                      | Argentina |
| 2013        | Samsung                   | Comercial TV                      | Argentina |
| 2013        | Nokia Iumia               | Comercial TV                      | Argentina |
| 2014        | Pura Química              | Comercial TV                      | Argentina |
| 2014        | Fadepof                   | Fotos - Calendário                | Argentina |
| 2015        | Unicef Argentina #Imagine | Vídeo                             | Argentina |

## Campanhas Solidárias

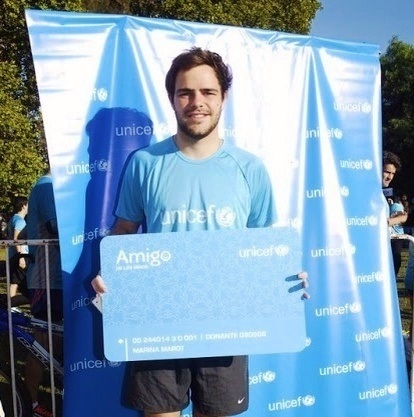
Peter Lanzani - Unicef Argentina

| Ano             | Campanha           | País      |
| --------------- | ------------------ | --------- |
| 2010 - Presente | Unicef Argentina   | Argentina |
| 2011 - Presente | MC Día Feliz       | Argentina |
| 2013            | Botines Solidários | Argentina |
| 2014            | Elegí Saber        | Argentina |
| 2014            | FADEPOF            | Argentina |

## Prêmios
| Ano  | Prêmio                                    | Categoria                                 | Trabalho                      | Resultado | Ref.   |
| ---- | ----------------------------------------- | ----------------------------------------- | ----------------------------- | --------- | ------ |
| 2011 | Los Más Clickeados                        | Os artistas mais "clicados" do ano        | Ele mesmo                     | Venceu    | [ 51 ] |
| 2013 | Los Más Clickeados                        | Os artistas mais "clicados" do ano        | Ele mesmo                     | Venceu    | [ 52 ] |
| 2013 | Nickelodeon Kids' Choice Awards Argentina | Ator de TV favorito                       | Aliados                       | Venceu    | [ 53 ] |
| 2014 | Premios Martín Fierro                     | Cantor de um tema musical                 | Aliados                       | Indicado  | [ 3 ]  |
| 2014 | Nickelodeon Kids' Choice Awards Argentina | Ator favorito                             | Aliados                       | Venceu    | [ 54 ] |
| 2015 | Nickelodeon Kids' Choice Awards Argentina | Bombom                                    | Ele mesmo                     | Indicado  | [ 55 ] |
| 2015 | Los Más Clickeados                        | Os artistas mais "clicados" do ano        | Ele mesmo                     | Venceu    | [ 56 ] |
| 2015 | Premios Sur                               | Melhor Ator                               | O Clã                         | Indicado  | [ 57 ] |
| 2015 | Premios Sur                               | Melhor Ator Revelação                     | O Clã                         | Venceu    | [ 58 ] |
| 2016 | Premios Cóndor de Plata                   | Revelação Masculina                       | O Clã                         | Venceu    | [ 59 ] |
| 2016 | Premios María Guerrero                    | Melhor Ator Revelação                     | Equus                         | Venceu    | [ 60 ] |
| 2016 | Premios Florencio Sánchez                 | Revelação                                 | Equus                         | Venceu    | [ 61 ] |
| 2016 | Premios Trinidad Guevara                  | Revelação                                 | Equus                         | Venceu    | [ 62 ] |
| 2016 | Premios ACE                               | Revelação Masculina                       | Equus                         | Venceu    | [ 63 ] |
| 2017 | Premios Tato                              | Ator Protagonista                         | Um Galo Para Esculápio        | Venceu    |        |
| 2018 | Premios Martín Fierro                     | Melhor Ator Protagonista em Minissérie    | Um Galo Para Esculápio        | Indicado  | [ 4 ]  |
| 2018 | Premios Platino                           | Melhor Atuação Protagonista em Minissérie | Um Galo Para Esculápio        | Indicado  | [ 64 ] |
| 2018 | Los Más Clickeados                        | Os artistas mais "clicados" do ano        | Ele mesmo                     | Venceu    | [ 65 ] |
| 2019 | Premios VOS                               | Melhor Dupla em Cena (com Germán Cabanas) | Matadero                      | Indicado  | [ 66 ] |
| 2020 | Premios Sur                               | Melhor Ator Protagonista                  | 4x4                           | Indicado  | [ 67 ] |
| 2020 | Premios Konex                             | Melhor Ator de Televisão                  | Ele mesmo (período 2010-2020) | Venceu    | [ 68 ] |